# Goli Vrh (Klinča Sela)
 Goli Vrh  falu Horvátországban Zágráb megyében. Közigazgatásilag Klinča Selához tartozik.

## Fekvése
Zágráb központjától 24 km-re délnyugatra, községközpontjától 2 km-re nyugatra fekszik. 

## Története
A település egyházilag az 1960-as évekig az okicsi plébániához tartozott, ekkor az újonnan alapított klinča sela – zdenčinai Szent József plébániához csatolták.
A falunak 1857-ben 110, 1910-ben 205 lakosa volt. Trianon előtt Zágráb vármegye Jaskai járásához tartozott. 2001-ben a falunak 274  lakosa volt.

## Lakosság
| Lakosság változása | Lakosság változása | Lakosság változása | Lakosság változása | Lakosság változása | Lakosság változása | Lakosság változása | Lakosság változása | Lakosság változása | Lakosság változása | Lakosság változása | Lakosság változása | Lakosság változása | Lakosság változása | Lakosság változása |
| ------------------ | ------------------ | ------------------ | ------------------ | ------------------ | ------------------ | ------------------ | ------------------ | ------------------ | ------------------ | ------------------ | ------------------ | ------------------ | ------------------ | ------------------ |
| 1857               | 1869               | 1880               | 1890               | 1900               | 1910               | 1921               | 1931               | 1948               | 1953               | 1961               | 1971               | 1981               | 1991               | 2001               |
| 110                | 125                | 121                | 152                | 173                | 205                | 163                | 221                | 263                | 266                | 278                | 275                | 268                | 256                | 274                |

## Külső hivatkozások
Klinča Sela község hivatalos oldala